# Leichtathletik-Weltmeisterschaften 2023/400 m Hürden der Männer

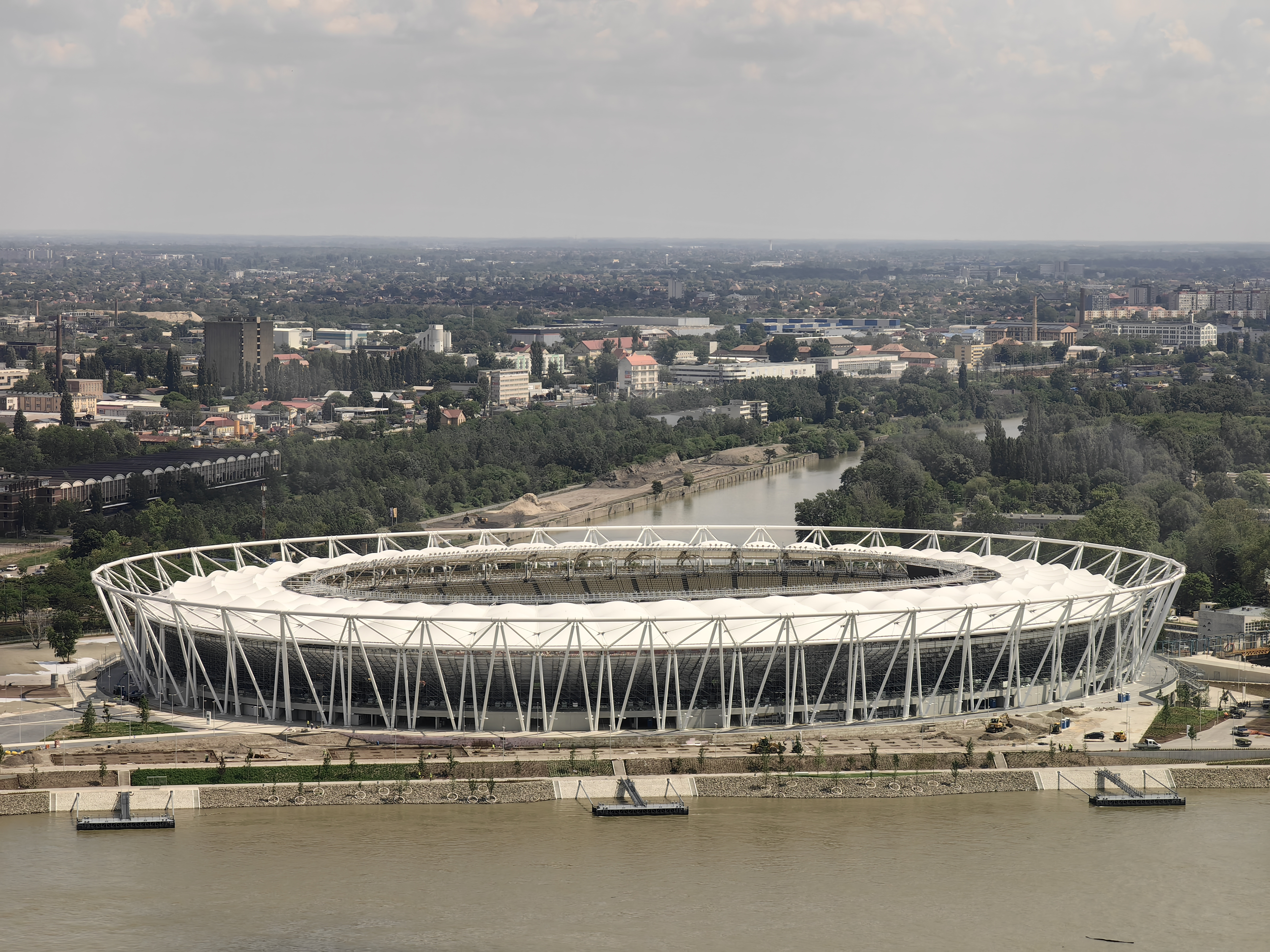
Nemzeti Atlétikai Központ im Mai 2023

Der 400-Meter-Hürdenlauf der Männer bei den Leichtathletik-Weltmeisterschaften 2023 fand vom 20. bis 23. August 2023 im Stadion Nemzeti Atlétikai Központ der ungarischen Hauptstadt Budapest statt.
43 Athleten aus 32 Ländern nahmen an dem Wettbewerb teil.
Weltmeister wurde der Norweger Karsten Warholm. Er siegte vor Kyron McMaster von den Britischen Jungferninseln. Bronze ging an den US-Amerikaner Rai Benjamin.

## Bestehende Rekorde
| Weltrekord               | Karsten Warholm   | 45,94 s | OS Tokio, Japan | 3. August 2021 |
| Weltmeisterschaftsrekord | Alison dos Santos | 46,29 s | WM Eugene, USA  | 19. Juli 2022  |

Der bestehende Championshiprekord (CR) wurde bei diesen Weltmeisterschaften nicht erreicht. Die schnellste Zeit erzielte der norwegische Weltmeister Karsten Warholm mit 46,89 s, womit er genau sechs Zehntelsekunden über dem Rekord blieb. Zu seinem eigenen Weltrekord fehlten ihm 95 Hundertstelsekunden.

## Legende
Kurze Übersicht zur Bedeutung der Symbolik – so üblicherweise auch in sonstigen Veröffentlichungen verwendet:
- DSQ: disqualifiziert
- DNF: Wettkampf nicht beendet (did not finish)
- IWR: Internationale Wettkampfregeln
- TR: Technische Regeln

## Vorläufe
Aus den fünf Vorläufen qualifizierten sich die jeweils vier Ersten jedes Laufes – hellblau unterlegt – und zusätzlich die vier Zeitschnellsten – hellgrün unterlegt – für das Halbfinale.

### Lauf 1
20. August 2023, 11:25 Uhr Ortszeit

| Platz | Athlet              | Land                | Zeit (s) |
| ----- | ------------------- | ------------------- | -------- |
| 1     | Alison dos Santos   | Brasilien           | 48,12    |
| 2     | Ludvy Vaillant      | Frankreich          | 48,27    |
| 3     | Julien Bonvin       | Schweiz             | 49,19    |
| 4     | Xie Zhiyu           | Volksrepublik China | 49,25    |
| 5     | Matic Ian Guček     | Slowenien           | 49,40    |
| 6     | Constantin Preis    | Deutschland         | 49,45    |
| DNF   | Abdelmalik Lahoulou | Algerien            |          |
| DNF   | Assinie Wilson      | Jamaika             |          |

### Lauf 2
20. August 2023, 11:33 Uhr Ortszeit

| Platz | Athlet                | Land                     | Zeit (s)                                                         |
| ----- | --------------------- | ------------------------ | ---------------------------------------------------------------- |
| 1     | Kyron McMaster        | Britische Jungferninseln | 48,47                                                            |
| 2     | Rasmus Mägi           | Estland                  | 48,58                                                            |
| 3     | Trevor Bassitt        | USA                      | 48,73                                                            |
| 4     | Wiseman Mukhobe       | Kenia                    | 49,10                                                            |
| 5     | Sergio Fernández      | Spanien                  | 49,26                                                            |
| 6     | İsmail Nezir          | Türkei                   | 49,92                                                            |
| 7     | Eric Cray             | Philippinen              | 50,27 Störung des Startvorgang, keine Disqualifikation           |
| 8     | Takayuki Kishimoto    | Japan                    | 50,90                                                            |
| 9     | Andrea Ercolani Volta | San Marino               | 52,69 IWR 163, TR17.4.3 – Bahnübertreten, keine Disqualifikation |

### Lauf 3

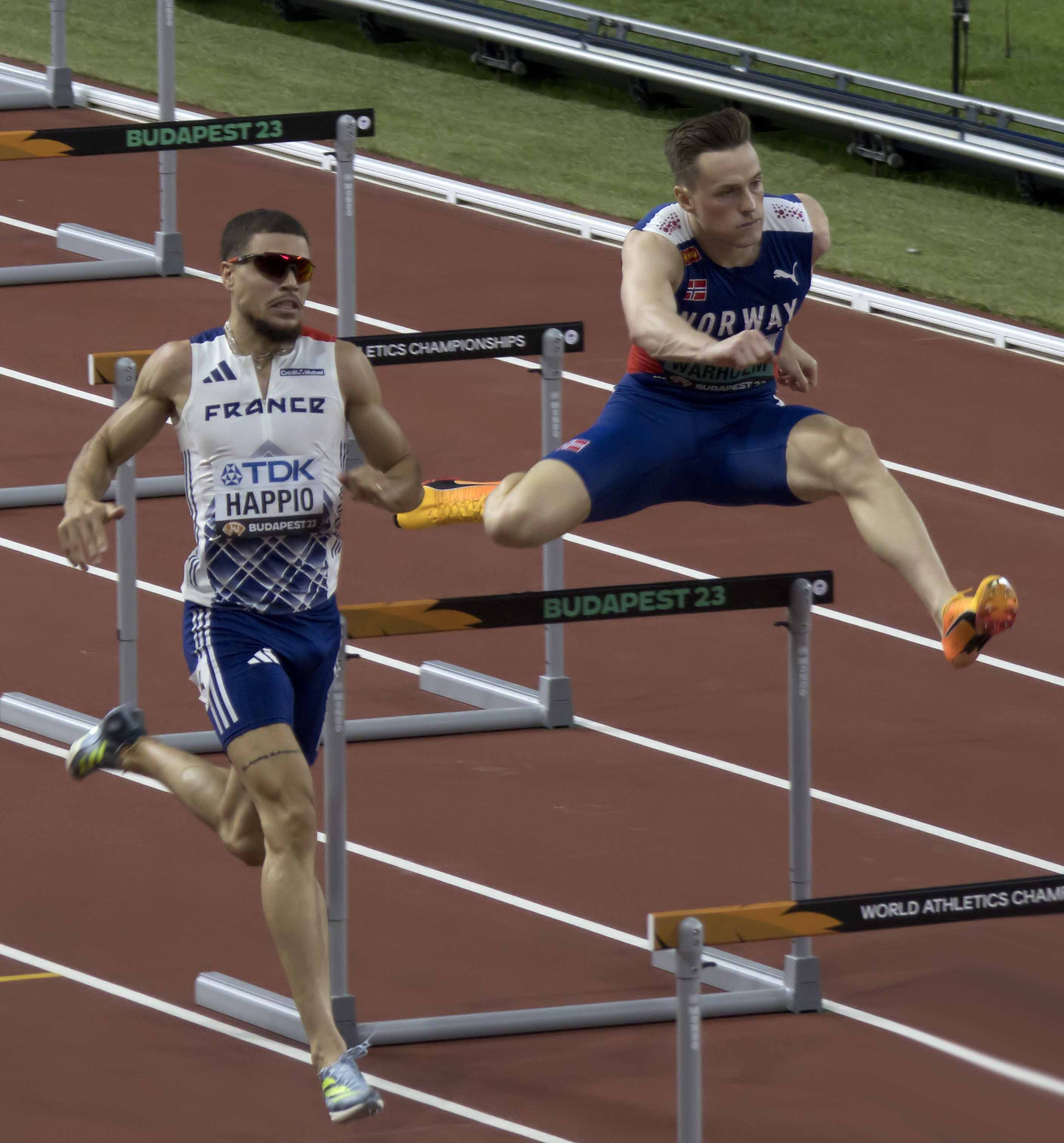
Happio und Warholm beim Halbfinallauf

20. August 2023, 11:44 Uhr Ortszeit

| Platz | Athlet                     | Land                         | Zeit (s) |
| ----- | -------------------------- | ---------------------------- | -------- |
| 1     | Wilfried Happio            | Frankreich                   | 48,63    |
| 2     | Karsten Warholm            | Norwegen                     | 48,76    |
| 3     | Bassem Hemeida             | Katar                        | 49,50    |
| 4     | Alessandro Sibilio         | Italien                      | 49,50    |
| 5     | Dany Brand                 | Schweiz                      | 49,69    |
| 6     | Pablo Andrés Ibáñez        | El Salvador                  | 50,01    |
| 7     | Santhosh Kumar Tamilarasan | Indien                       | 50,46    |
| 8     | Marc Anthony Ibrahim       | Libanon                      | 50,62    |
| 9     | Malique Smith              | Amerikanische Jungferninseln | 50,86    |

### Lauf 4
20. August 2023, 11:52 Uhr Ortszeit

| Platz | Athlet            | Land        | Zeit (s) |
| ----- | ----------------- | ----------- | -------- |
| 1     | Joshua Abuaku     | Deutschland | 48,32    |
| 2     | CJ Allen          | USA         | 48,36    |
| 3     | Roshawn Clarke    | Jamaika     | 48,39    |
| 4     | Ezekiel Nathaniel | Nigeria     | 48,47    |
| 5     | Julien Watrin     | Belgien     | 48,72    |
| 6     | Mario Lambrughi   | Italien     | 49,05    |
| 7     | Vít Müller        | Tschechien  | 49,37    |
| 8     | Yūsaku Kodama     | Japan       | 50,18    |

### Lauf 5
20. August 2023, 11:59 Uhr Ortszeit

| Platz | Athlet             | Land        | Zeit (s) |
| ----- | ------------------ | ----------- | -------- |
| 1     | Rai Benjamin       | USA         | 48,35    |
| 2     | Jaheel Hyde        | Jamaika     | 48,63    |
| 3     | Kazuki Kurokawa    | Japan       | 48,71    |
| 4     | Gerald Drummond    | Costa Rica  | 48,73    |
| 5     | Yasmani Copello    | Türkei      | 48,92    |
| 6     | Emil Agyekum       | Deutschland | 49,00    |
| 7     | Shakeem Hall-Smith | Bahamas     | 49,61    |
| 8     | Árpád Bánóczy      | Ungarn      | 50,31    |
| 9     | Calvin Quek        | Singapur    | 50,32    |

## Halbfinale
Aus den drei Halbfinalläufen qualifizierten sich die jeweils zwei Ersten jedes Laufes – hellblau unterlegt – und zusätzlich die zwei Zeitschnellsten – hellgrün unterlegt – für das Finale.

### Lauf 1
21. August 2023, 19:33 Uhr Ortszeit

| Platz | Athlet            | Land                     | Zeit (s)                    |
| ----- | ----------------- | ------------------------ | --------------------------- |
| 1     | Kyron McMaster    | Britische Jungferninseln | 47,72                       |
| 2     | Rasmus Mägi       | Estland                  | 48,30                       |
| 3     | CJ Allen          | USA                      | 48,44                       |
| 4     | Jaheel Hyde       | Jamaika                  | 48,49                       |
| 5     | Julien Watrin     | Belgien                  | 48,94                       |
| 6     | Ezekiel Nathaniel | Nigeria                  | 49,22                       |
| 7     | Bassem Hemeida    | Katar                    | 49,50                       |
| DSQ   | Mario Lambrughi   | Italien                  | IWR 162, TR16.8 – Fehlstart |

### Lauf 2
21. August 2023, 19:44 Uhr Ortszeit

| Platz | Athlet            | Land                | Zeit (s) |
| ----- | ----------------- | ------------------- | -------- |
| 1     | Rai Benjamin      | USA                 | 47,24    |
| 2     | Alison dos Santos | Brasilien           | 47,38    |
| 3     | Ludvy Vaillant    | Frankreich          | 48,48    |
| 4     | Kazuki Kurokawa   | Japan               | 48,58    |
| 5     | Emil Agyekum      | Deutschland         | 48,71    |
| 6     | Wiseman Mukhobe   | Kenia               | 49,40    |
| 7     | Xie Zhiyu         | Volksrepublik China | 49,57    |
| 8     | Julien Bonvin     | Schweiz             | 49,75    |

### Lauf 3
21. August 2023, 19:42 Uhr Ortszeit

| Platz | Athlet             | Land        | Zeit (s) |
| ----- | ------------------ | ----------- | -------- |
| 1     | Karsten Warholm    | Norwegen    | 47,09    |
| 2     | Roshawn Clarke     | Jamaika     | 47,34    |
| 3     | Trevor Bassitt     | USA         | 47,38    |
| 4     | Joshua Abuaku      | Deutschland | 48,39    |
| 5     | Alessandro Sibilio | Italien     | 48,43    |
| 6     | Yasmani Copello    | Türkei      | 48,66    |
| 7     | Wilfried Happio    | Frankreich  | 48,83    |
| 8     | Gerald Drummond    | Costa Rica  | 49,31    |

## Finale

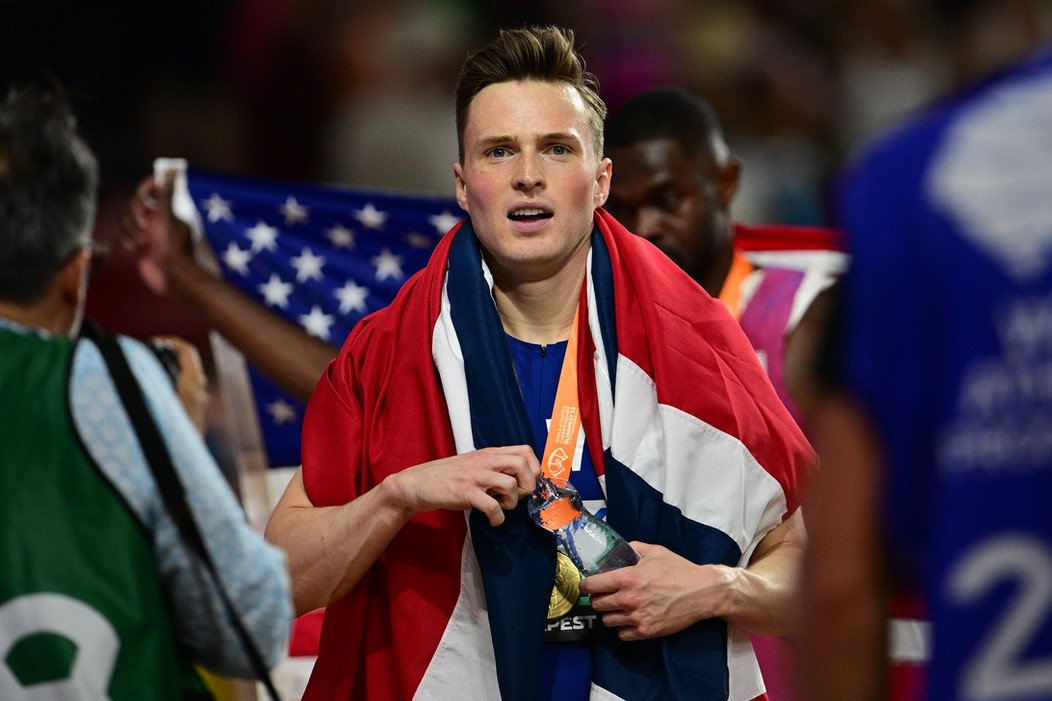
Karsten Warholm – nach verletzungsbedingtem Trainingsrückstand im Vorjahr nun wieder ganz vorn

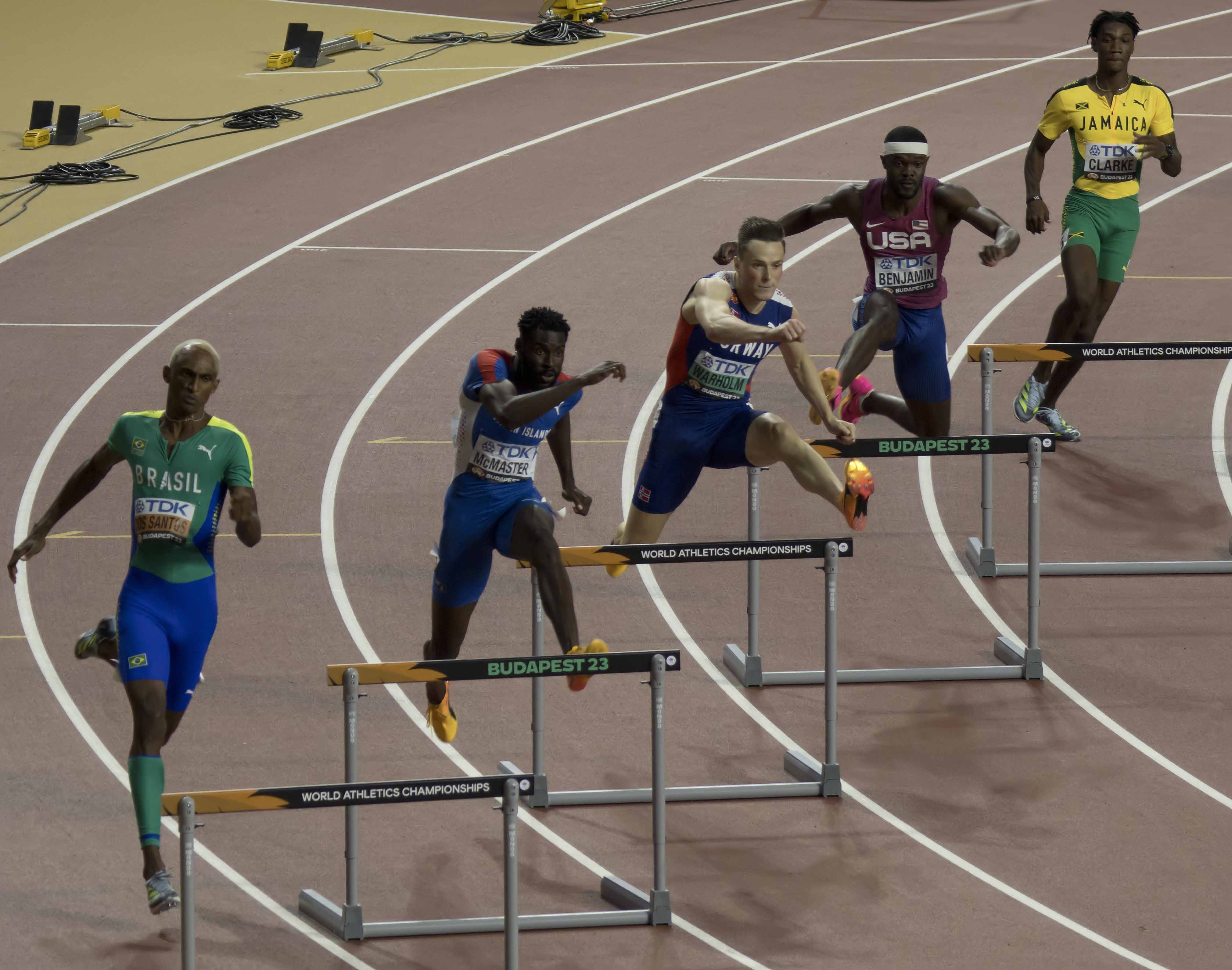
Das Finalrennen (v. l. n. r.): Alison dos Santos, Kyron McMaster, Karsten Warholm, Rai Benjamin und Roshawn Clarke

16. August 2023, 19:50 Uhr Ortszeit

Wind: −0,1 m/s
| Platz | Athlet            | Land                     | Zeit (s) |
| ----- | ----------------- | ------------------------ | -------- |
|       | Karsten Warholm   | Norwegen                 | 46,89    |
|       | Kyron McMaster    | Britische Jungferninseln | 47,34    |
|       | Rai Benjamin      | USA                      | 47,56    |
| 4     | Roshawn Clarke    | Jamaika                  | 48,07    |
| 5     | Alison dos Santos | Brasilien                | 48,10    |
| 6     | Trevor Bassitt    | USA                      | 48,22    |
| 7     | Rasmus Mägi       | Estland                  | 48,33    |
| 8     | Joshua Abuaku     | Deutschland              | 48,53    |